# 斑点距跗蛛
斑点距跗蛛（学名：Crustulina sticta）为球蛛科距跗蛛属的动物。分布于日本、以色列、欧洲、美国、加拿大以及中国大陆的新疆、北京等地，多栖息于水边草丛根部的枯枝落叶中结不规则网。